# Каленић (Уб)
Каленић је насеље у Србији у општини Уб у Колубарском округу. Према попису из 2022. било је 552 становника.
Овде се налазе Кућа Милована Андрића и Кућа Пантелије Машића, које се као непокретна културна добра имају статус споменика културе.

## Занимљивости
Село делом обухвата отворени рудокоп угља, а у селу има доста занимљивих и шашавих кућа.

## Историја
Први помен села је забележен у турском попису (тефтеру) за хиџретску 934. годину, тј. 1527/1528. годину по садашњем рачунању времена.

Транскрибован на модерни турски, са османске арабице, унос са 228. странице тефтера TD 144 је гласио овако:
Kalenova karye, Valyeva nahiye - Село Каленово (Каленова), Нахија Ваљево

## Демографија
У насељу Каленић живи 675 пунолетних становника, а просечна старост становништва износи 37,2 година (35,5 код мушкараца и 38,9 код жена). У насељу има 264 домаћинства, а просечан број чланова по домаћинству је 3,36.
Ово насеље је великим делом насељено Србима (према попису из 2002. године), а у последња три пописа, примећен је пораст у броју становника.
|  |

| Демографија | Демографија | Демографија |
| Година      | Становника  | Становника  |
| ----------- | ----------- | ----------- |
| 1948.       | 1.104       |             |
| 1953.       | 1.222       |             |
| 1961.       | 1.178       |             |
| 1971.       | 1.110       |             |
| 1981.       | 1.010       |             |
| 1991.       | 819         | 813         |
| 2002.       | 888         | 1.013       |

| Етнички састав према попису из 2002.‍ | Етнички састав према попису из 2002.‍ | Етнички састав према попису из 2002.‍ | Етнички састав према попису из 2002.‍ | Етнички састав према попису из 2002.‍ |
| ------------------------------------ | ------------------------------------ | ------------------------------------ | ------------------------------------ | ------------------------------------ |
|                                      |                                      |                                      |                                      |                                      |
| Срби                                 | Срби                                 |                                      | 883                                  | 99,43%                               |
| Роми                                 | Роми                                 |                                      | 3                                    | 0,33%                                |
| непознато                            | непознато                            |                                      | 2                                    | 0,22%                                |

| Година пописа     | 1948. | 1953. | 1961. | 1971. | 1981. | 1991. | 2002. |
| ----------------- | ----- | ----- | ----- | ----- | ----- | ----- | ----- |
| Број домаћинстава | 212   | 238   | 266   | 273   | 275   | 250   | 264   |

| Број чланова      | 1  | 2  | 3  | 4  | 5  | 6  | 7 | 8 | 9 | 10 и више | Просек |
| ----------------- | -- | -- | -- | -- | -- | -- | - | - | - | --------- | ------ |
| Број домаћинстава | 47 | 58 | 37 | 50 | 41 | 19 | 5 | 5 | 0 | 2         | 3,36   |

| Пол    | Укупно | Неожењен/Неудата | Ожењен/Удата | Удовац/Удовица | Разведен/Разведена | Непознато |
| ------ | ------ | ---------------- | ------------ | -------------- | ------------------ | --------- |
| Мушки  | 355    | 120              | 203          | 19             | 13                 | 0         |
| Женски | 347    | 71               | 197          | 71             | 7                  | 1         |
| УКУПНО | 702    | 191              | 400          | 90             | 20                 | 1         |

| Пол    | Укупно                    | Пољопривреда, лов и шумарство | Рибарство                            | Вађење руде и камена | Прерађивачка индустрија       |
| ------ | ------------------------- | ----------------------------- | ------------------------------------ | -------------------- | ----------------------------- |
| Мушки  | 180                       | 47                            | 0                                    | 74                   | 8                             |
| Женски | 73                        | 43                            | 0                                    | 10                   | 3                             |
| УКУПНО | 253                       | 90                            | 0                                    | 84                   | 11                            |
| Пол    | Производња и снабдевање   | Грађевинарство                | Трговина                             | Хотели и ресторани   | Саобраћај, складиштење и везе |
| Мушки  | 22                        | 10                            | 1                                    | 2                    | 4                             |
| Женски | 3                         | 1                             | 3                                    | 0                    | 0                             |
| УКУПНО | 25                        | 11                            | 4                                    | 2                    | 4                             |
| Пол    | Финансијско посредовање   | Некретнине                    | Државна управа и одбрана             | Образовање           | Здравствени и социјални рад   |
| Мушки  | 0                         | 2                             | 0                                    | 0                    | 2                             |
| Женски | 0                         | 1                             | 1                                    | 1                    | 4                             |
| УКУПНО | 0                         | 3                             | 1                                    | 1                    | 6                             |
| Пол    | Остале услужне активности | Приватна домаћинства          | Екстериторијалне организације и тела | Непознато            | Непознато                     |
| Мушки  | 5                         | 0                             | 0                                    | 3                    | 3                             |
| Женски | 2                         | 0                             | 0                                    | 1                    | 1                             |
| УКУПНО | 7                         | 0                             | 0                                    | 4                    | 4                             |

## Слике
- Шашава кућа у селу
- Основна школа у Каленићу
- Каленић -школа